# Márcia Taffarel

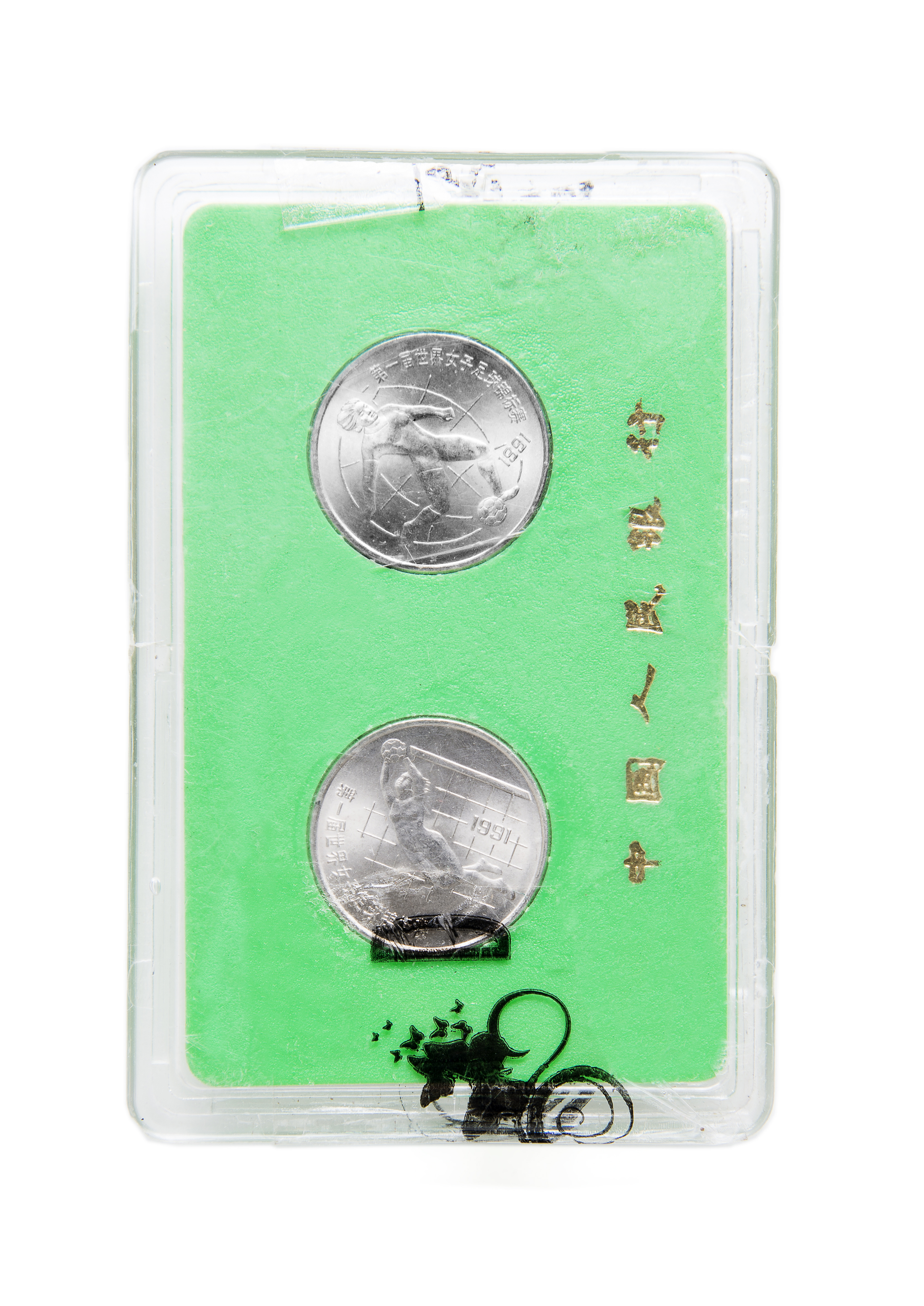
a trajetória de Márcia Taffarel

Márcia Taffarel (Bento Gonçalves, 15 de março de 1968) é uma ex-futebolista profissional brasileira que atuava como meio-campista.
Márcia é prima do goleiro Cláudio Taffarel.

## Carreira

### Jogadora
A trajetória futebolística de Márcia Tafarel inicia em 1982 em Bento Gonçalves. Tafa, como é conhecida no futebol, conta que nesse período era a única menina que jogava futebol na rua de seu bairro com vizinhos e amigos. Incentivada pela mãe passa a buscar seu espaço no futebol.
“E foi uma fase bem difícil, porque na minha cabeça, eu não conseguia entender o porquê que uma menina não podia jogar futebol. Eu sabia que tinha o preconceito, mas a gente não tinha isso na cabeça[…] E ela falava para mim: “Esquece porque você vai escutar isso. Agora, você quer escutar o que vem de fora ou você quer se concentrar no que você tá fazendo?” Desde aquele momento, você tem aquela pessoa como sua inspiração. Para brigar com o mundo para você fazer o que você ama fazer. Então, nesse sentido, a minha mãe sempre me passou esse lance de ser forte, de lutar pelo que você quer, seus gostos, porque sempre vai ter gente para te puxar para trás[…] a minha mãe foi a minha inspiração para isso. Mas não foi fácil começar a jogar futebol no Rio Grande do Sul, isso com certeza, por todo o preconceito que a gente sofria na época”
Quando tinha 13 anos, fez uma peneira no Bento Atlético Clube Feminino.
Integrou importantes clubes nacionais, como São Paulo, Palmeiras e Corinthians.

#### Seleção Brasileira
Em 1988, foi convocada pela primeira vez para o Torneio Experimental da China, mas não pode aceitar.
Márcia Taffarel fez parte do elenco da Seleção Brasileira de Futebol Feminino, em 1991 no primeiro mundial na China, em 1995 no mundial da Suécia e em Atlanta 1996, na primeira olimpíada do futebol feminino.

### Treinadora
No ano de 2004, através do convite da ex-jogadora e treinadora Sissi, decide viajar para os Estados Unidos a fim de desenvolver a fluência em língua inglesa e conhecer o futebol feminino americano. Desde então Márcia Tafarel reside em Concord, no Estado da Califórnia, e trabalha com desenvolvimento do futebol com crianças de nove a doze anos de idade. A decisão de permanecer em solo americano se deve em função das oportunidades de crescimento profissional já duram mais de 16 anos e a estrutura e desenvolvimento da modalidade foram determinantes para que Tafa continuasse atuando na área.
Dirigiu o clube amador Diablo Club Futbol, da Califórnia.
Em 2021, foi treinadora das categorias de base do Walnut Creek Surf Soccer Club, na Flórida.
Em março de 2023, assumiu como a primeira treinadora da Seleção Feminina de Futsal dos Estados Unidos.